# Otago Rugby Football Union
Maillots
Actualités
Dernière mise à jour : 7 août 2025.
 Otago Rugby Football Union  est la fédération de rugby à XV pour la région d'Otago au sud de la Nouvelle-Zélande.
L'équipe qui représente cette fédération dans le championnat des provinces joue à Dunedin. Des joueurs de cette équipe participent aussi au Super Rugby avec les Highlanders.

## Historique
En 1991, Otago remporte le National Provincial Championship pour la première fois de son histoire.

## Palmarès
- Championnat des provinces (National Provincial Championship puis Air New Zealand Cup) (2) : 1991 et 1998.
- Ranfurly Shield (6) : 38 défenses victorieuses.

## Effectif 2025
| Piliers - George Bower - Benjamin Lopas - Saula Ma'u (en) - Abraham Pole (en) - Moana Takataka - Rohan Wingham (en) Talonneurs - Henry Bell (en) - Liam Coltman - A-One Lolofie Deuxièmes lignes - Charles Elton - Oliver Haig (en) - Fabian Holland - Will Stodart (en) - Will Tucker (en) | Troisièmes lignes - Lucas Casey - Christian Lio-Willie - Max Ratcliffe - Joseva Tamani (en) - Harry Taylor - Konrad Toleafoa Demis de mêlée - Nathan Hastie (en) - Bob Martin - Dylan Pledger Demis d'ouverture - Cam Millar (en) | Centres - Jae Broomfield - Jake Te Hiwi (en) - Josh Timu (en) - Thomas Umaga-Jensen (en) - Josh Whaanga (en) Ailiers - Jeremiah Asi - Jona Nareki - Sam Nemec-Vial - Charlie Powell (en) Arrières - Sam Gilbert (en) - Finn Hurley (en) |

## Joueurs emblématiques
- Tony Brown
- Paul Cooke
- Greg Cooper
- Nick Evans
- Carl Hayman
- Byron Kelleher
- Richard Knight (en)
- Josh Kronfeld
- Chris Laidlaw
- John Leslie
- Jason Macdonald (en)
- Anton Oliver
- Taine Randell
- James Ryan
- Jeff Wilson